# Tadeusz Michał Powidzki

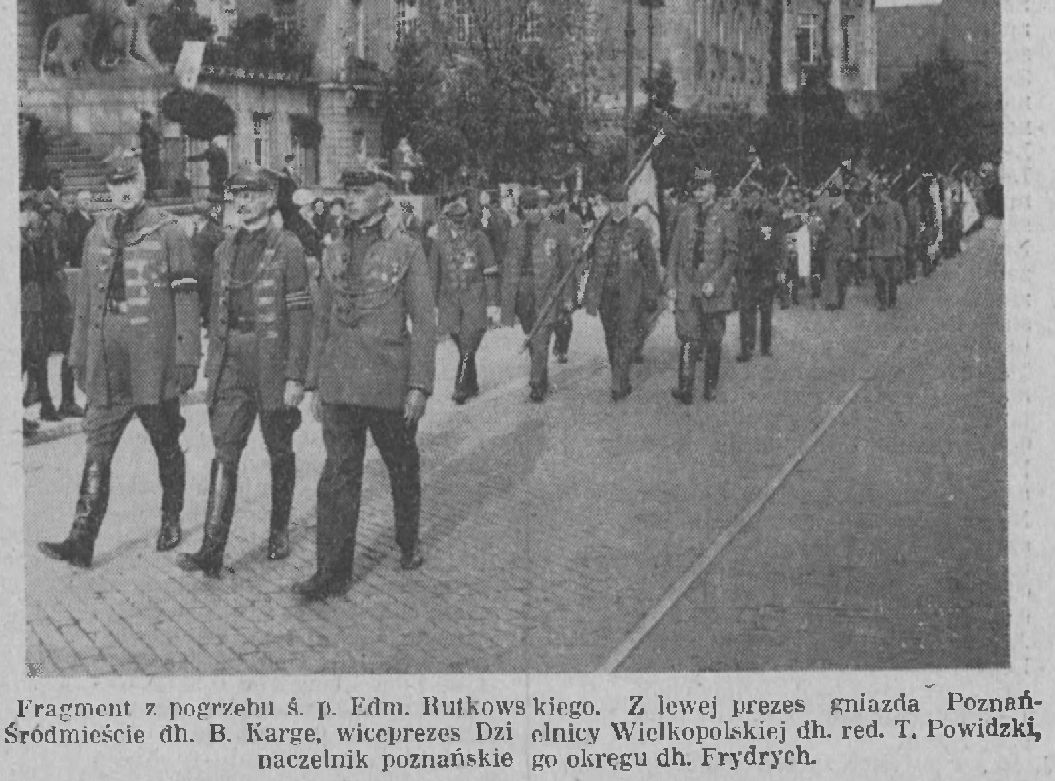
Tadeusz Powidzki (w środku) w mundurze Towarzystwa „Sokół”

Tadeusz Michał Powidzki, także Tadeusz Michał Sternberg-Powidzki (ur. 27 września 1880 w Brodnicy, zm. 23 kwietnia 1960 w Poznaniu) – dziennikarz, działacz niepodległościowy, społeczny oraz narodowej demokracji.

## Życiorys
Urodził się w rodzinie Leona i Eufrozyny z Drzażdzyńskich. Uczęszczał do Królewskiego Gimnazjum w Gnieźnie, gdzie wstąpił do propagującej polskość, tajnej organizacji samokształceniowej Towarzystwo Tomasza Zana, był jej skarbnikiem, a następnie prezesem. W 1903 w klasie maturalnej za przynależność do T.T.Z, decyzją pruskiego sądu, w wyniku procesu gnieźnieńskich gimnazjalistów, został wydalony ze szkoły oraz skazany na 6 tygodni więzienia. Podjął pracę w gazecie „Lech. Gazeta Gnieźnieńska”. Następnie studiował na politechnice w Darmstadt. Od 1908 mieszkał w Poznaniu. Pracował w „Orędowniku Wielkopolskim” i „Kurierze Poznańskim”. Był członkiem Ligi Narodowej. Działał w Towarzystwie Gimnastycznym „Sokół” w Poznaniu i Gnieźnie. 10 kwietnia 1921 został prezesem wielkopolskiego „Sokoła”. W latach 30. pełnił funkcję prezesa Porozumienia Prasowego Polsko-Jugosłowiańskiego, za co król Jugosławii Aleksander I Karadziordziewić odznaczył go w grudniu 1933 Krzyżem Oficerskim Orderu Korony Jugosłowiańskiej. Był działaczem Stronnictwa Narodowego.
Podczas okupacji wysiedlony do Ostrowca Świętokrzyskigo, tam prowadził tajne nauczanie. Po wojnie uczył w szkole budowlanej, pracował w „Kurierze Wielkopolskim” i w Bibliotece Uniwersyteckiej w Poznaniu. Był członkiem akademickiej korporacji „Demetria”
Jest autorem Sokół wielkopolski w dążeniu do niepodległości, zbioru pieśni patriotycznych Poznański śpiewnik polski. Przetłumaczył pracę duńskiego autora Carstena Haucha Rodzina polska oraz książkę norweskiego pisarza E. Bolstada Spekulant.
Zmarł w Poznaniu. Pochowany w grobie rodzinnym na cmentarzu Junikowo w Poznaniu (pole 7 kwatera A-4-14).

## Ordery i odznaczenia
- Krzyż Oficerski Orderu Odrodzenia Polski (7 listopada 1925)[9]
- Krzyż Oficerski Orderu Korony Jugosłowiańskiej (Jugosławia, 1933)[5][6]